# Baker (motorfiets)
Precision, Beardmore-Precision en Baker zijn Britse historisch merken van inbouwmotoren en motorfietsen van dezelfde constructeur: Frank E. Baker.
De bedrijfsnamen waren: F.E. Baker, Precision Works, Moorsom Street, Birmingham, later F.E. Baker, Precision Works, King's Norton, Birmingham en F.E. Baker, Alvechurch Road, Northfield, Birmingham,

## Frank Baker
Frank Baker had rond de eeuwwisseling al voor een aantal fietsfabrikanten gewerkt, zoals de Eadie Mfg Co in Redditch en de Premier Cycle Co in Coventry. In 1906 richtte hij de Precision-fabriek in Birmingham op om fietsonderdelen te gaan produceren, maar hij reisde ook naar de Verenigde Staten waar hij leerde eigen motoren te ontwikkelen.

## Precision
In 1910 ontwikkelde hij een 499cc-zijklepmotor die onder de merknaam "Precision" werd verkocht als inbouwmotor voor andere merken. In 1911 stonden op de Olympia Show in Londen al 96 motorfietsen met een Precision-motor. In 1912 kwamen de eerste complete Precision-motorfietsen op de markt, met frames die werden ingekocht bij de Sun Cycle & Fittings Co., maar de klanten van Bakers inbouwmotoren waren daar niet gelukkig mee. Daarom werden de Precision-motorfietsen geëxporteerd naar de Britse koloniën, met name naar Australië.
In 1913 betrok het bedrijf een nieuwe fabriek en in 1914 waren er 400 mensen in dienst die 100 motoren per week maakten. Tom Biggs kwam in dienst als hoofdingenieur.

### Eerste Wereldoorlog
Tijdens de Eerste Wereldoorlog lag een groot deel van de Britse auto- en motorfietsindustrie stil. Een aantal bedrijven moesten producten voor de oorlog maken en konden geen motorfietsen meer produceren. Andere kregen juist meer werk omdat ze motorfietsen maakten voor de Britse, Franse en Russische legers. Daarvoor waren uiteraard inbouwmotoren nodig en dat verklaart wellicht dat het personeelsbestand bij Precision na de oorlog zelfs verdubbeld was. In 1918 werkten er 800 mensen. Het einde van de oorlog betekende ook het verlies van veel werk voor de fabriek van Baker en in 1919 kreeg hij financiële ondersteuning van de Schotse industrieel William Beardmore. De bedrijfsnaam veranderde niet en de fabriek in King's Norton bleef gewoon in gebruik.

## Beardmore-Precision

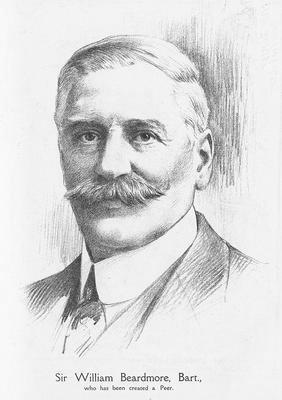
Sir William Beardmore in 1921, het jaar dat hij Baron van Invernairn werd.

In 1919 ontwikkelde Tom Biggs een 350cc-tweetaktmotor, die in 1920 onder de merknaam "Beardmore-Precision" op de markt kwam. De motor had geen mengsmering, maar een soort spatsmering waarbij de aandrijfketting voor de ontstekingsmagneet als "oliepomp" diende. De secundaire aandrijving was ook onconventioneel en verliep via tandwielen aan weerszijden van de krukas en koppelingen die aan het stuur bediend werden. Het was al een blokmotor, met de motor en de versnellingsbak samengebouwd in een aluminium carter. De motorfiets had grote voetplanken die aan de voorkant omhoog liepen en beenschilden vormden. De motor kwam echter vermogen tekort en zag er "vreemd" uit, waardoor de verkopen tegenvielen. In 1921 volgde een sportmodel, gevolgd door een 598cc-zijklepper met een drieversnellingsbak. Dit model leverde wel voldoende vermogen, maar het uiterlijk was nog steeds niet naar de zin van de klanten. Daarna volgde een model met een 348cc-Barr & Stroud-schuivenmotor, eveneens met drie versnellingen en naar keuze riemaandrijving of chain-cum-belt drive. In 1922 werden drie 496cc-machines ingeschreven voor de Senior TT, maar ze vielen allemaal uit. Er kwam ook een 348cc-model met twee versnellingen en chain-cum-belt aandrijving. In 1923 kreeg het sportmodel een aluminium Triumph Ricardo-zuiger. Er kwam ook een 246cc-zijklepper met een nieuw frame, waardoor de motorfiets er meer "normaal" uit kwam te zien.
In 1924 verbrak Frank Baker zijn relaties met het bedrijf. Er verschenen twee experimentele racers tijdens de Isle of Man TT, zonder succes. In 1925 kwam er nog een 250cc-kopklepmotor, maar daarna verdween het merk Beardmore-Precision van de markt.

### (Beardmore)-Precision klanten
De Precision-inbouwmotoren waren erg populair, voor bij motorfabrikanten die ook in Birmingham en omgeving gevestigd waren. Er waren ten minste 60 merken die ook Precision-motoren toepasten:

#### Verenigd Koninkrijk
Alp Engine Works (Alperton), Elswick (Barton-on-Humber), Torpedo (Barton-on-Humber), Green (Bexhill-on-Sea), Harewood (Bexleyheat), Armis (Birmingham), Arrow (Birmingham), Calthorpe (Birmingham), Dunkley (Birmingham), Givaudan (Birmingham), Hercules (Birmingham), Ivy (Birmingham), Ixion (Birmingham), Kynoch (Birmingham), New Imperial (Birmingham), New Ryder (Birmingham), OK (Birmingham), Osmond (Birmingham), Pilot (Birmingham), Raglan (Birmingham), Regal (Birmingham), ROC (Birmingham), Rolfe (Birmingham), Romp (Birmingham), Scout (Birmingham), Sun (Birmingham), Nestor (Blackpool), Tilston (Bridlington), Unibus (Cheltenham), Kumfurt (Cockham Rise), Monopole (Coventry), Noble-Precision (Coventry), Victa (Coventry), Neall (Daventry), Russell (Derby), EBO (Leicester), New Era (Liverpool), Brown (Londen), Camber (Londen), Chater Lea (Londen), Grandex (Londen), Hazel (Londen), Juno (Londen), Radmill (Londen), Tyler (Londen), Win (Londen), New Scale (Manchester), Dene (Newcastle), Campion (Nottingham), Stag (Nottingham), Lyle-Precision (Porthsmouth), Lugton (Preston), Westovian (South Shields), ASL (Stafford), Little Giant (Uxbridge), Swan (Warrington), Dane (West-Ealing)

#### Australië
Bullock (Adelaide), Lewis (Adelaide)

#### Duitsland
Wikro (Keulen)

#### Nederland
Wilhelmina (Amsterdam)

#### Zwitserland
Paul Speidel

## Baker
In 1927 begon Frank Baker weer voor zichzelf, die keer onder zijn eigen naam. Zijn bedrijf was nu gevestigd aan Alvechurch Road in Birmingham. In 1928 kwamen de eerste modellen op de markt, maar ze hadden 172- en 247cc-Villiers-tweetaktmotoren met Albion versnellingsbakken. In 1929 kwamen er 147- en 196cc-modellen bij, maar het 147cc-model verdween in 1930 om plaats te maken voor een 343cc-model. Er kwam toen ook een model met een 249cc-James-zijklepmotor. Toen de Grote Depressie uitbrak moest Baker zijn bedrijf verkopen aan James, dat nog een aantal modellen onder de naam "Baker" uitbracht.